# Rocket Man (Film)
Rocket Man (Alternativtitel: Rocket Man – Der Beste aller Zeiten; Originaltitel: The Best of Times) ist eine US-amerikanische Filmkomödie von Roger Spottiswoode aus dem Jahr 1986.

## Handlung
Jack Dundee ist ein verheirateter Bankangestellter. Als er an der High School war, ist ihm während eines wichtigen Footballspiels 1972 ein Fehler unterlaufen, weswegen seine Mannschaft verlor: Er ließ den entscheidenden Touchdownpass von Quarterback Reno kurz vor der Endzone fallen, sodass Bakersfield doch noch gewann. Gerade in diesem Spiel hatte Taft, seitdem diese beiden Mannschaften gegeneinander spielen, zum ersten Mal die Chance, gegen Bakersfield zu siegen, da Bakersfield Taft bis dahin immer hoch geschlagen hatte.
Sein Schwiegervater, Förderer der Mannschaft aus Bakersfield und gleichzeitig der Bankbesitzer, erinnert Jack häufig an seinen nicht gefangenen Pass. Auch Dundee denkt immer wieder an die Ereignisse in der Vergangenheit und meint, er habe seitdem Pech im Leben. Jeder in der Stadt erinnert ihn an seinen „Fehlgriff“ in dem entscheidenden Spiel von 1972.
14 Jahre später, 1986, organisiert er ein neues Spiel, ein Rematch, um seinen Fehler von 1972 auszubügeln und seinem dadurch verpfuschten Leben neuen Inhalt zu geben. Diesmal gewinnt die Mannschaft von Jack und Reno, wobei Jack in den letzten Sekunden des Spiels wieder den entscheidenden Pass von Quarterback Reno zugeworfen bekommt und ihn diesmal fängt und somit auch das Spiel gegen Bakersfield gewinnt.

## Kritiken
Das Lexikon des internationalen Films schrieb, der Film sei „amüsant“ und „routiniert gespielt“. Er würde die Sportereignisse abwechselnd ironisch und „mit Faszination“ zeigen.

## Hintergrund
Der Film wurde in Kalifornien – darunter in Taft – gedreht. Er spielte in den Kinos der USA ca. 7,8 Millionen US-Dollar ein.
Die Handlung beruht auf einem Spiel zwischen den Mannschaften der Schulen Bakersfield High und Taft High, das sich im Jahr 1972 ereignete.